# Astragalus lessertioides
Astragalus lessertioides är en ärtväxtart som beskrevs av Aleksandr Andrejevitj Bunge. Astragalus lessertioides ingår i släktet vedlar, och familjen ärtväxter. Inga underarter finns listade i Catalogue of Life.